# Morning Again
Morning Again est un groupe américain de metalcore, originaire de Cooper City, en Floride. Il est connu pour son style metal et ses idéaux straight edge, vegan, anti-religieux et anti-gouvernementaux,. Il s'agit d'un « groupe frère » de Culture, changeant souvent de membres après que l'un ait quitté l'autre. Plusieurs membres ont ensuite joué dans d'autres groupes tels que As Friends Rust et Dead Blue Sky. Le groupe était originaire de Cooper City, en Floride, mais a déménagé à Coral Springs en 1998 avant de se séparer plus tard dans l'année. Après avoir joué plusieurs concerts de retrouvailles au fil des ans,, le groupe sort un nouvel EP en 2018,.

## Histoire
John Wylie, qui avait quitté Culture plus tôt dans l'année, voulait un groupe plus intense et plus personnel. En décembre 1995, Morning Again est formé avec Damien Moyal et Louie Long, qui avaient tous deux fait partie de Culture les deux années précédentes, au chant et à la batterie, Michael Wolz à la seconde guitare et Eric Ervin à la basse. Le groupe enregistre l'EP The Cleanest War, qui est envoyé à Conquer the World Records, qui avait sorti Born of You et que les membres connaissaient bien. Le label accepte de le sortir, et le groupe fait quelques cassettes promotionnelles pour aider à promouvoir la sortie à venir. Peu après la sortie du mini-album, Intention Records, qui avait également travaillé avec Culture sur leur split avec Roosevelt, demande à John de sortir un vinyle 7 pouces de nouveaux morceaux. Après avoir conclu un accord avec le tout nouveau label Good Life Recordings (en tant que premier groupe américain sur le label) en Belgique (zone H8000), une compilation de tous les morceaux sortis est ajoutée pour le marché européen.
Les tensions entre Moyal et Wylie refont surface, comme elles l'avaient déjà fait dans Culture. Lors d'un des derniers concerts avec Moyal, Morning Again joua avec le groupe Outcast, originaire de l'Ohio. Byers et Wylie s'entendent bien et on lui demande de remplacer Moyal. En l'espace d'une semaine, Byers déménage à Cooper City et devient le nouveau chanteur. Pendant ce temps, Ervin est également remplacé, d'abord par Christopher « Floyd » Beckham, puis par Peter Bartsocas (qui faisait partie de Bird of Ill Omen, un groupe qui avait tourné avec MA au début de l'année, et qui était sur le label de Wylie). Immédiatement, ils commencèrent à travailler sur de nouvelles chansons, qui sortiraient sur un split avec Shoulder sur Moo Cow Records. Wolz et Bartsocas partent presque immédiatement après, et après quelques membres éphémères, Jerry Villarroel devint le bassiste. Ils sortent un autre 7 pouces, à quatre, sur Immigrant Sun Records, My Statement of Life in a Dying World. Joseph Simmons devient second guitariste après l'enregistrement de Martyr, le deuxième album de Good Life. Matt Thomas remplace Long et le groupe attire l'attention de Revelation Records qui le signe rapidement. As Tradition Dies Slowly sort chez Revelation en 1998.
Ils sortent leur dernier disque pour Good Life, un split avec 25 Ta Life, et retournent en Europe pour une tournée. Le groupe décide finalement de se séparer à la fin de la tournée à l'automne 1998, en partie à cause de l'intérêt croissant de Wylie pour Eulogy Recordings. Leur dernier album est To Die a Bitter Death sur Immigrant Sun. En 2000, le propre label de Wylie sort une compilation des deux 7 pouces d'Immigrant Sun Records sous le titre The Fallen.... The Few that Remain.

### Retours
Le groupe s'est réuni plusieurs fois depuis. La première réunion a lieu en 1999, sous le nom de Cleanest War, avec Damien Moyal au chant, ainsi que Wylie et Ervin du line-up original. La seconde a lieu en 2002 sous le nom de Hand of Hope, avec un merchandising spécialement conçu pour le concert d'Orlando, en Floride. En 2003, une compilation de Hand of Hope et Martyr, Hand of the Martyr, est publiée par Eulogy Recordings. Le line-up pour ce concert était Moyal au chant, Wylie à la guitare, Ervin à la basse et Wes Keely à la batterie. Le 22 avril 2011, ils se produisent au festival Groezrock en Belgique, avec Kevin Byers au chant. Pour ce concert, ils font également fabriquer des produits dérivés uniques. En 2014, ils jouent au festival de punk hardcore belge Ieperfest dans la zone H8000. Moyal était également au chant lors de ce concert. En 2015, ils font une tournée au Japon et jouent quelques concerts aux États-Unis, notamment à This is Hardcore à Philadelphie, en Pennsylvanie.
En juillet 2018, le groupe annonce une nouvelle réunion et de nouveaux morceaux (qui seront publiés sous la forme d'un EP par le biais de Revelation,). L'EP Survival Instinct sort le 9 novembre 2018. Le groupe annonce une tournée européenne d'une semaine pour 2022. En 2022, le groupe sort un nouvel EP, Borrowed Time, sur Revelation Records,.

## Discographie
- 1996 : The Cleanest War (EP, Conquer the World Records)
- 1996 : Morning Again (EP, Intention Records)
- 1996 : Hand of Hope (EP, Good Life Recordings)
- 1997 : Split avec Shoulder (Moo Cow Records)
- 1997 : My Statement of Life in a Dying World (EP, Immigrant Sun Records)
- 1997 : Martyr (EP, Good Life Recordings)
- 1998 : Split avec 25 Ta Life (Good Life Recordings)
- 1998 : As Tradition Dies Slowly (Revelation Records)
- 1999 : To Die a Bitter Death (EP, Immigrant Sun Records)
- 2000 : The Fallen... The Few that Remain (compilation, Eulogy Recordings)
- 2002 : Hand of the Martyr (compilation, Eulogy Recordings)
- 2018 : Survival Instinct (EP, Revelation Records)
- 2022 : Borrowed Time (EP, Revelation Records)